# چاه‌های لافت
چاه‌های لافت که در بخش مرکزی شهرستان قشم جای گرفته، از نقاط دیدنی استان هرمزگان در جنوب ایران است. چاه‌های لافت یکی از جاذبه‌های گردشگری استان هرمزگان به شمار می‌رود.
چاه‌های لافت که به «چاه‌های طلا» نیز معروف است، در پشت قلعه لافت و در داخل گودال مجاور قلعه قرار دارند و بر اساس تعداد روزهای سال کبیسه حلقه می‌باشند و برای جمع‌آوری آب باران حفر شده‌اند. برخی از محققان قدمت آنها را مربوط به دوران هخامنشی می‌دانند. این چاه‌ها در روستای لافت و در کنار دریا جای دارند.